# Flurona
La flurona (neologismo a partir de la unión del nombre coloquial en inglés para el resfriado, flu, con "coronavirus") es la coinfección por el virus SARS-CoV-2, responsable del COVID-19 y de los virus influenzavirus A o el influenzavirus B, ambos responsables de la influenza o de la gripe.
Produce los mismos síntomas de una gripe común o del coronavirus, entre los cuales están dolores de cabeza fuertes, mareos, dolores físicos, diarrea, etcétera. 

## Historia

### Primer caso reportado
El primer caso se reportó el sábado 1 de enero de 2022 en una ciudadana israelí, embarazada, que estuvo con variados síntomas que no le permitieron estar con una vida normal placentera, aunque ya había los primeros casos de esta coinfección en el 2020, en los Estados Unidos y en China, país donde se originó la pandemia.

### Casos en España y Estados Unidos
El 3 de enero se detectaron los primeros casos de esta infección por COVID-19 y gripe en Cataluña, y en Estados Unidos se confirmó el caso de un niño con esta infección.

## Contención de la nueva combinación de la enfermedad
En este caso, la paciente sondeada mostró síntomas leves, y empezó a recibir tratamiento de esta combinación, y muchos servicios médicos en varios países del mundo empezarán a seguir el caso, que se tendrá en consideración para contener a la combinación.